# Bunodonte
Em zoologia, chamam-se bunodontes aos mamíferos que têm dentes molares com cúspides arredondadas e pouco desenvolvidas, como o homem, o porco e o urso. Estes animais são geralmente omnívoros, não necessitando de dentes muito desenvolvidos para triturarem as fibras vegetais, como os ungulados, que são lofodontes ou selenodontes (com cristas adicionais de esmalte entre as cúspides).
Como os dentes são estruturas que se conservam facilmente, as suas características são muito importantes para identificar fósseis, em paleontologia e arqueologia. Os diferentes tipos de dentes dão igualmente informação sobre a filogenia das espécies.